# Fryderyk Jan Wolff
Fryderyk Jan (Jan Fryderyk) Wolff von Lüdinghausen herbu własnego (zm. w 1659 roku) – podkomorzy dorpacki w 1654 roku, ciwun berżanski w latach 1648–1658, dworzanin pokojowy Jego Królewskiej Mości, obersztlejtnant Jego Królewskiej Mości w 1648 roku.
W 1648 roku był elektorem Jana II Kazimierza Wazy z województwa inflanckiego. Poseł na sejm nadzwyczajny 1652 roku.